# Idactus lateralis
Idactus lateralis es una especie de escarabajo longicornio del género Idactus, tribu Ancylonotini, subfamilia Lamiinae. Fue descrita científicamente por Gahan en 1898.

## Descripción
Mide 12-15 milímetros de longitud.

## Distribución
Se distribuye por Etiopía, Kenia, Somalia y Sudán.